# إبطار سين
إبطار سين هو ملك آشور من القرن 18 ق م، وهو الملك الـ 51 حسب قائمة ملوك آشور، حيث ذكرت أنه حكم لمدة 12 سنة، قام البابليين والأموريين بجعله حاكماً لأشور بعد أن خلعوا ليبايا من الحكم.